# منتخب فنلندا تحت 18 سنة لكرة القدم
منتخب فنلندا تحت 18 سنة لكرة القدم (بالفنلندية: Suomen alle 18-vuotiaiden jalkapallomaajoukkue)‏ هو ممثل فنلندا الرسمي في المنافسات الدولية في كرة القدم في فئة كرة قدم تحت 18 سنة للرجال، يديريه اتحاد فنلندا لكرة القدم.